# Слимани, Касем
Касем Слимани́ (араб. قاسم سليماني‎; 1 июля 1948, Сеттат — 30 ноября 1996) — марокканский футболист, игравший на позиции защитника; участник чемпионата мира 1970 года.

## Биография

### Клубная карьера
Слимани в течение большей части карьеры играл за «Сеттат», в составе которого выиграл чемпионский титул в 1971 году и Кубок Марокко в 1970 году. Он также играл во Франции за «Париж» и «Нё-ле-Мин».

### Карьера в сборной
В составе сборной Марокко был основным игроком на чемпионате мира 1970 года, где сыграл во всех матчах группового этапа — со сборными ФРГ (1:2), Перу (0:3) и Болгарии (1:1). Марокканцы не смогли преодолеть групповой этап, заняв в группе последнее место, заработав 1 очко.

### Смерть
Скончался 30 ноября 1996 года в возрасте 48 лет.